# Coachella (festival)
Coachella Valley Music and Arts Festival, Coachella Fest ou simplesmente Coachella, é um festival anual de música e arte com duração de três dias organizado pela Goldenvoice, uma subsidiária da empresa AEG Live. O evento acontece em Empire Polo Club, na cidade de Indio, Califórnia e reúne mais de cem shows de artistas da cena alternativa, do pop, do rock, do hip hop e da música eletrônica, em meio ao Vale Coachella.
O festival surgiu após um concerto da banda de rock Pearl Jam, realizado no Empire Polo Club em 1993. O show validou a viabilidade do site para sediar grandes eventos. Ele começou a ser realizado em dois dias consecutivos em outubro de 1999, três meses após o Woodstock '99. Coachella foi expandido três dias de duração em 2007 e, posteriormente, ele começou a ser realizado em dois finais de semana consecutivos a partir de 2012, com a mesma programação. Os organizadores começaram a permitir que os fãs acampassem no terreno a partir de 2003. O festival não foi realizado em 2020 e 2021 devido à pandemia de COVID-19.
O festival é conhecido por trazer artistas musicais populares da indústria musical, bem como artistas independentes e bandas. É considerado um dos maiores e mais rentáveis festivais de música dos Estados Unidos e do mundo. A edição de 2017 contou com a presença de 250 mil pessoas e arrecadou US$ 114,6 milhões. O sucesso de Coachella levou o Goldenvoice a estabelecer festivais adicionais de música no local, incluindo o festival anual de música country Stagecoach a partir de 2007, o Big 4, um festival de thrash metal, em 2011 e o clássico Desert Trip para o gênero rock em 2016.

## Prêmios e indicações

### Billboard Touring Awards
| Ano  | Categoria    | Trabalho                                              | Resultado | Ref.  |
| ---- | ------------ | ----------------------------------------------------- | --------- | ----- |
| 2011 | Top Festival | Coachella Valley Music and Arts Festival              | Venceu    | [ 3 ] |
| 2012 | Top Festival | Coachella Valley Music and Arts Festival              | Venceu    | [ 4 ] |
| 2012 | Top Boxscore | Coachella Valley Music and Arts Festival, April 13–22 | Venceu    | [ 4 ] |
| 2013 | Top Festival | Coachella Valley Music and Arts Festival              | Venceu    | [ 5 ] |
| 2014 | Top Festival | Coachella Valley Music and Arts Festival              | Venceu    | [ 6 ] |
| 2015 | Top Festival | Coachella Valley Music and Arts Festival              | Venceu    | [ 7 ] |
| 2016 | Top Festival | Coachella Valley Music and Arts Festival              | Venceu    | [ 8 ] |
| 2017 | Top Festival | Coachella Valley Music and Arts Festival              | Venceu    | [ 9 ] |

### International Dance Music Awards
| Ano  | Categoria        | Trabalho                      | Resultado | Ref.   |
| ---- | ---------------- | ----------------------------- | --------- | ------ |
| 2008 | Best Music Event | Coachella – Indio, California | Indicado  | [ 10 ] |
| 2009 | Best Music Event | Coachella – Indio, California | Indicado  | [ 11 ] |
| 2010 | Best Music Event | Coachella – Indio, California | Indicado  | [ 12 ] |
| 2011 | Best Music Event | Coachella – Indio, California | Indicado  | [ 13 ] |
| 2012 | Best Music Event | Coachella – Indio, California | Indicado  | [ 14 ] |
| 2013 | Best Music Event | Coachella – Indio, California | Indicado  | [ 15 ] |
| 2014 | Best Music Event | Coachella – Indio, California | Indicado  | [ 16 ] |
| 2015 | Best Music Event | Coachella – Indio, California | Indicado  | [ 17 ] |
| 2016 | Best Music Event | Coachella – Indio, California | Indicado  | [ 18 ] |
| 2020 | Best Festival    | Coachella                     | Indicado  | [ 20 ] |

### Pollstar Awards
| Ano  | Categoria                                      | Trabalho                                 | Resultado | Ref.   |
| ---- | ---------------------------------------------- | ---------------------------------------- | --------- | ------ |
| 1999 | Music Festival of the Year                     | Coachella Valley Music and Arts Festival | Venceu    | [ 21 ] |
| 2002 | Music Festival of the Year                     | Coachella Valley Music and Arts Festival | Indicado  | [ 22 ] |
| 2003 | Music Festival of the Year                     | Coachella Valley Music and Arts Festival | Venceu    | [ 23 ] |
| 2004 | Music Festival of the Year                     | Coachella Valley Music and Arts Festival | Venceu    | [ 24 ] |
| 2005 | Music Festival of the Year (non-touring)       | Coachella Valley Music and Arts Festival | Indicado  | [ 25 ] |
| 2006 | Music Festival of the Year                     | Coachella Valley Music and Arts Festival | Venceu    | [ 26 ] |
| 2007 | Music Festival of the Year                     | Coachella Valley Music and Arts Festival | Venceu    | [ 27 ] |
| 2008 | Music Festival of the Year (non-touring)       | Coachella Valley Music and Arts Festival | Venceu    | [ 28 ] |
| 2009 | Music Festival of the Year (non-touring)       | Coachella Valley Music and Arts Festival | Venceu    | [ 29 ] |
| 2010 | Music Festival of the Year (non-touring)       | Coachella Valley Music and Arts Festival | Venceu    | [ 30 ] |
| 2011 | Major Music Festival of the Year (non-touring) | Coachella Valley Music and Arts Festival | Venceu    | [ 31 ] |
| 2012 | Major Music Festival of the Year               | Coachella Valley Music and Arts Festival | Venceu    | [ 32 ] |
| 2013 | Major Music Festival of the Year               | Coachella Valley Music and Arts Festival | Venceu    | [ 33 ] |
| 2014 | Major Music Festival of the Year               | Coachella Valley Music and Arts Festival | Indicado  | [ 34 ] |
| 2015 | Major Music Festival of the Year               | Coachella Valley Music and Arts Festival | Venceu    | [ 35 ] |
| 2016 | Major Music Festival of the Year               | Coachella Valley Music and Arts Festival | Indicado  | [ 36 ] |
| 2017 | Major Music Festival of the Year               | Coachella Valley Music and Arts Festival | Venceu    | [ 37 ] |